# Đoàn Văn Thắng
Đoàn Văn Thắng (sinh 1952) là một Thiếu tướng Quân đội nhân dân Việt Nam, Anh hùng lực lượng vũ trang nhân dân. Ông từng giữ chức vụ Chỉ huy trưởng Bộ Chỉ huy Quân sự tỉnh Vĩnh Long. Ông cũng là một đại biểu Quốc hội Việt Nam khóa XI, thuộc đoàn đại biểu Vĩnh Long.

## Cuộc đời và sự nghiệp
Ông sinh năm 1952 (Tài liệu Nhân vật lịch sử con người Đồng Tháp lại ghi ông sinh năm 1949), quê quán tại xã Tân Nhuận Đông, huyện Châu Thành, tỉnh Sa Đéc (nay là tỉnh Đồng Tháp) trong một gia đình nông dân. Mẹ mất sớm, cha ông là Đoàn Văn Cứng từng tham gia hoạt động bí mật, là cơ sở của Mặt trận Việt Minh rồi Mặt trận Dân tộc Giải phóng miền Nam Việt Nam trong thời kỳ Chiến tranh Đông Dương và Chiến tranh Việt Nam.
Từ nhỏ, ông thường xuyên giúp cha hoạt động bí mật cho Mặt trận Dân tộc Giải phóng miền Nam Việt Nam. Năm 14 tuổi, ông thôi học, tham gia du kích xã. Tháng 2 năm 1967, ông xin tham gia vào Tiểu đoàn 857, Tỉnh đội Cửu Long, nhưng vì còn nhỏ tuổi nên được phân công làm nhiệm vụ liên lạc. Cuối năm 1967, ông được Ban chỉ huy Tiểu đoàn cho học thông tin rồi phân công phụ trách Đội thông tin liên lạc của Tiểu đoàn. Từ đó đến năm 1974, với vai trò phụ trách thông tin vô tuyến điện, ông đã nhận và chuyển chính xác, kịp thời hơn 1.000 bức điện, ghi nhận và giải mã hơn 1.300 bức điện có giá trị của đối phương, bảo vệ và giữ vững đường dây liên lạc thông suốt, góp phần không nhỏ trong 81 trận lớn, nhỏ mà Tiểu đoàn 857 tham gia.
Năm 1974, ông được cử đi học lớp cán bộ đại đội ở Rạch Giá. Sau khi hoàn thành khóa học, ông trở về Tiểu đoàn tiếp tục công tác. Năm 1976, ông được phong quân hàm Trung úy và giữ chức vụ Phân đội trưởng Thông tin thuộc Tiểu đoàn 857.
Năm 1977, ông cùng Tiểu đoàn chiến đấu tại biên giới Tây Nam trong đội hình của Trung đoàn 1, Sư đoàn 330. Tháng 3 năm 1978, đơn vị ông cải phiên hiệu thành Tiểu đoàn 4, chuyển thuộc Trung đoàn 9, Sư đoàn 339. Ngày 6 tháng 11 năm 1978, ông được Chủ tịch nước Cộng hòa Xã hội Chủ nghĩa Việt Nam tuyên dương danh hiệu Anh hùng lực lượng vũ trang nhân dân.
Tháng 1 năm 1979, ông cùng đơn vị sang chiến đấu tại Campuchia. Năm 1984, ông được điều về nước để đi học văn hóa, sau đó được phân công công tác tại Quân khu 9. Năm 1987, ông được cử đi học ở Học viện Quân sự cấp cao tại Hà Nội. Sau khi tốt nghiệp khóa học, ông trở về công tác tại Quân khu 9.
Năm 1996, ông được bổ nhiệm giữ chức Chỉ huy trưởng Bộ Chỉ huy Quân sự tỉnh Vĩnh Long, với cấp bậc Đại tá. Năm 2002, ông được bầu làm đại biểu Quốc hội Việt Nam khóa XI, thuộc đoàn đại biểu Vĩnh Long.
Ông được thăng hàm Thiếu tướng năm 2008.
Cuối năm 2010, ông nghỉ hưu.

## Vinh danh
- Anh hùng Lực lượng vũ trang nhân dân
- Huân chương Quân công hạng Ba
- 3 Huân chương Chiến công giải phóng hạng Nhất, Nhì, Ba